# Sibolgia
Sibolgia is een geslacht van hooiwagens uit de familie Podoctidae.
De wetenschappelijke naam Sibolgia is voor het eerst geldig gepubliceerd door Roewer in 1923. 

## Soorten
Sibolgia is monotypisch en omvat slechts de volgende soort:
- Sibolgia jacobsoni